# Giorgio V d'Imerezia
Giorgio V di Imerezia, in georgiano: გიორგი V, detto anche Giorgio Gochia (in georgiano: გიორგი გოჩია) (fl. XVII secolo), è stato re d'Imerezia dal 1696 al 1698.
Nelle biografie è talvolta indicato come Giorgio IV dal momento che Giorgio III Gurieli, che regnò come Giorgio IV d'Imerezia dal 1681 al 1683, è spesso omesso dall'elenco dei re d'Imerezia.
Imparentato con la dinastia regnante dei Bagrationi, risiedette in Mingrelia fino a quando non venne richiamato in patria dal partito dei nobili imereziani come re dopo la deposizione di re Archil nel 1696. Il potente capo di questo partito, il principe Giorgi-Malakia Abashidze, diede sua figlia Tamar, vedova di Alessandro IV d'Imerezia in sposa a Giorgio V, e divenne regnante virtuale del regno. Per la sua incompetenza ed il suo comportamento ignobile, Giorgio venne presto deposto da Abashidze aiutato da Shoshita, Duca di Rach'a, che restaurò Archil al trono imereziano.